# Charlotte Leys
Charlotte Leys (Poperinge, 18 de março de 1989) é uma jogadora de voleibol belga, que atua na posição de ponteira passadora. Atualmente joga pela equipe do Galatassaray Istambul da Turquia. Também atua na Seleção Belga, onde é a capitã da equipe.
Leys com a seleção belga, conquistou a inédita medalha de bronze, no Campeonato Europeu em 2013 e o vice campeonato na Liga Europeia no mesmo ano, onde foi considerada a MVP da competição. No ano seguinte conquistou a melhor posição da Bélgica na história do Campeonato Mundial a 11ª posição.

## Clubes
| Club                          | De        | À         |
| ----------------------------- | --------- | --------- |
| Asterix Kieldrecht            | 2007-2008 | 2009-2010 |
| Pałac Bydgoszcz               | 2010-2011 | 2010-2011 |
| MKS Dąbrowa Górnicza          | 2011-2012 | 2012-2013 |
| Atom Trefl Sopot              | 2013-2014 | 2014-2015 |
| Galatassaray Istambul         | 2014-2015 | 2016-2017 |
| Bursa Büyükşehir Belediyespor | 2017-2018 | 2017-2018 |
| Galatassaray Istambul         | 2018-2019 | atual     |

## Premiações individuais
- MVP da Liga Europeia de 2013